# Reinhard Paul Becker

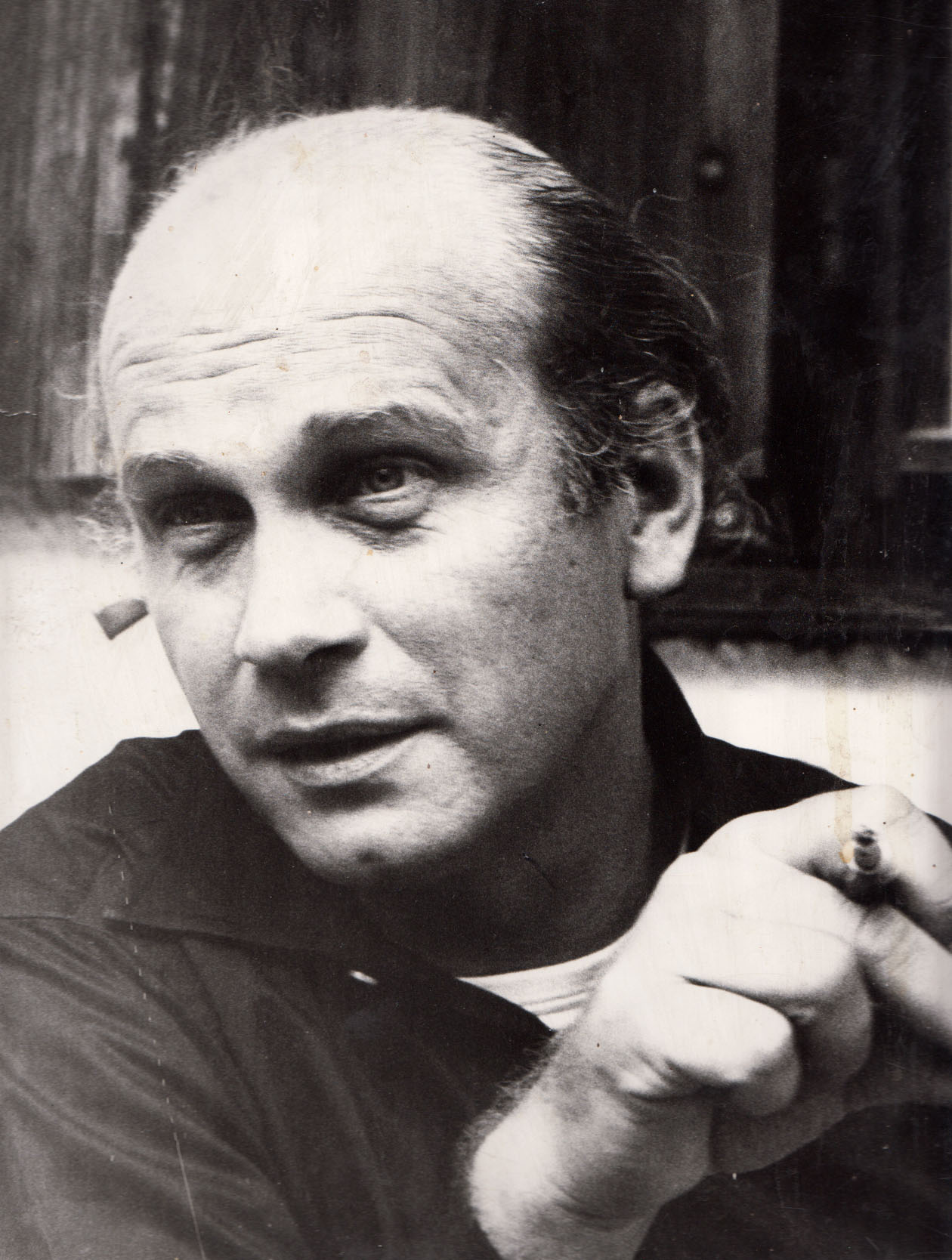
Reinhard Paul Becker 1968

Reinhard Paul Becker (* 11. August 1928 in Iserlohn; † 15. Juni 2006 in Rye (New York)) war ein deutscher Schriftsteller, Übersetzer und Germanist.

## Leben
Becker war der Sohn eines Metalldrehers. Von 1944 bis 1945 Soldat, machte er nach Kriegsende das Abitur, wobei er für seine Leistung im Fach Deutsch mit dem Scheffelpreis ausgezeichnet wurde, und studierte danach Literaturgeschichte an der Universität Heidelberg. 1953 kam er als Austauschstudent in die USA, wo er zunächst an der Yale University studierte. Als Manager einer Broadway-Show reiste er durch Amerika und nach Hongkong, Manila und Singapur. 
Sein Studium schloss er an der Columbia University ab, wo er 1967 mit einer Arbeit über die Dunkelmännerbriefe promovierte. Anschließend arbeitete er als Lektor in New York City.
Von 1965 bis zu seiner Emeritierung lehrte er deutsche Literatur an der New York University.
1966 lud er die Mitglieder der Gruppe 47 zu sich nach New York ein, bevor diese nach Princeton weiterreisten, um dort zu tagen. Becker trug in Princeton einen eigenen Text vor. Auf dieser Tagung machte Peter Handke mit einem spektakulären Auftritt erstmals auf sich aufmerksam. 
Von literarischer Bedeutung ist Becker vor allem als Übersetzer von Dylan Thomas. Bereits 1952 übersetzte er dessen Deaths and Entrances ins Deutsche. In seinen eigenen Arbeiten ist die Anlehnung an die kühne Metaphorik und das rhapsodische Pathos seines großen Vorbildes zu erkennen. Ein erster Gedichtband erschien 1950, Die Arche unter dem Pilz (1955) und Veränderungen auf eine Briefstelle (1960) folgten. Das mystische Weltgedicht Kälter weht das Unbekannte erschien postum 2006.

## Werke
- Die Christlegende. Erzählung. Eremiten-Presse, Stierstadt 1947.
- Gedichte. Eremiten-Presse, Stierstadt 1950.
- Die Arche unter dem Pilz. Gedichte. Limes, Wiesbaden 1955.
- Veränderungen auf eine Briefstelle. Gedichte. Limes, Wiesbaden 1960.
- Kälter weht das Unbekannte. Gedicht. In: Akzente Heft 4 (2006).

Germanistik:
- Satirical Types and methods in the „Epistolae obscurorum virorum“. Dissertation Columbia University 1967.
- A war of fools. The letters of obscure men. A study of the satire and the satirized. Lang, Bern 1981, ISBN 3-261-04727-5.
- German humanism and reformation. Continuum, New York 1982, ISBN 0-8264-0261-5.

Herausgeber:
- Gottfried Benn: Prose, essays, poems. Mit Volkmar Sander. Continuum, New York 1987, ISBN 0-8264-0310-7.

Übersetzer:
- Dylan Thomas: Tode und Tore / Deaths and entrances. Gedichte englisch und deutsch. Kerle, Heidelberg 1952.
- Dylan Thomas: Unter dem Milchwald. Dramatisches, Erzählendes, Lyrisches. Eine Auswahl. Rowohlt, Reinbek bei Hamburg 1958 (mit Erich Fried).
- Dylan Thomas: Arbeit am Wortwerk. Gedichte und Geschichten. Hg. von B. Scheller. Reclam, Leipzig 1985.
- Dylan Thomas: Windabgeworfenes Licht (= Bd. 2. der Ausgewählten Werke in Einzelausgaben). Gedichte englisch und deutsch. Hg. von K. Martens. Hanser, München u. a. 1992, ISBN 3-446-15080-3 (mit Erich Fried u. a.).
- Dylan Thomas. Gedichte. Ausgewählt von Raoul Schrott. Hanser, München 1999.